# 東京鰹節センター

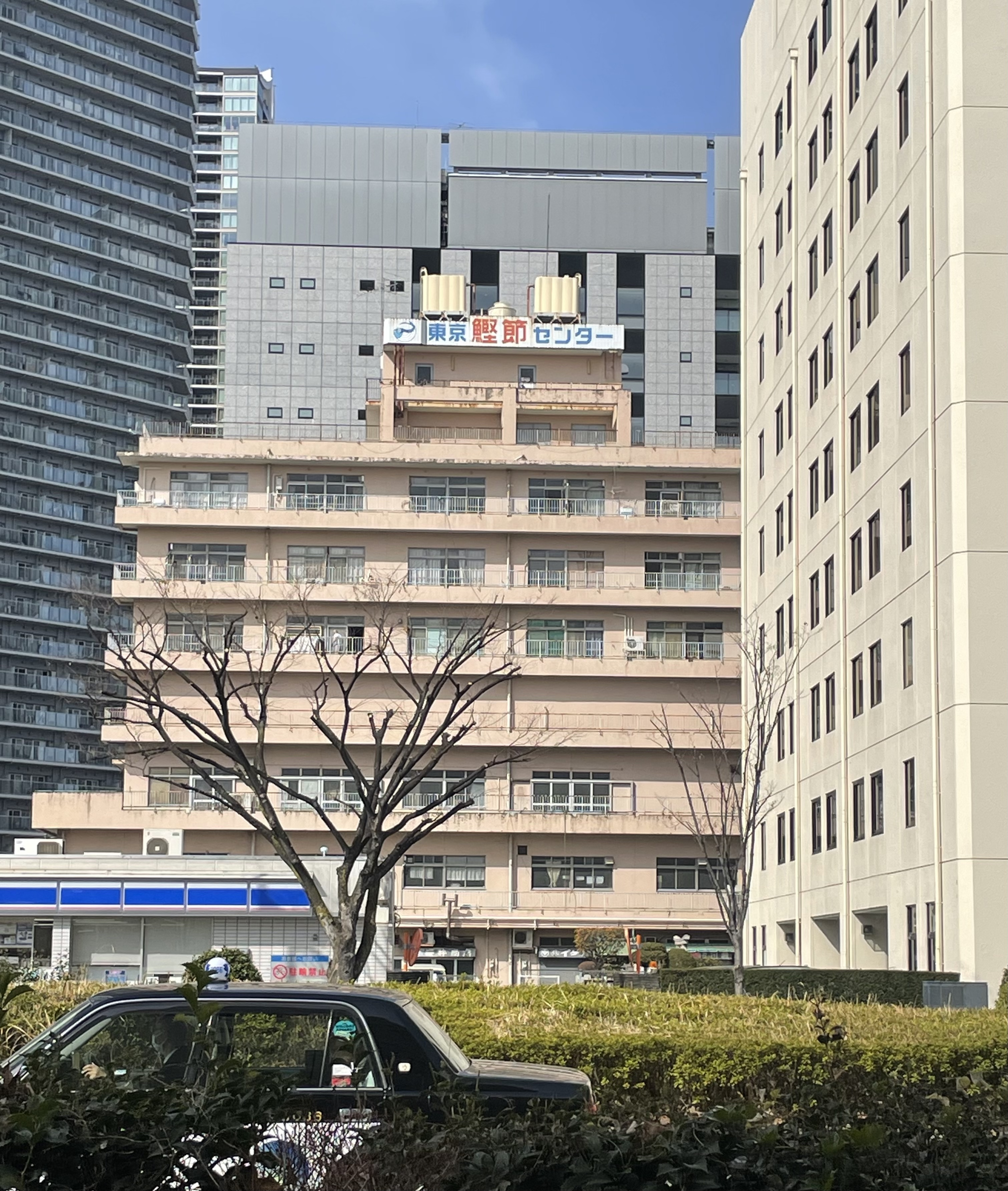
東京鰹節センター（2025年）

東京鰹節センター（とうきょうかつおぶしセンター）は、東京都中央区晴海3丁目にある商業施設。
東京鰹節類卸商業協同組合に加盟している89の鰹節問屋が集まり、東京鰹節類卸商業協同組合が運営している。鰹節取引所があり毎月2回の競（せり）も行われている。敷地内に住吉神社晴海分社がある。

## 歴史
江戸時代前期（17世紀後半）に大坂で鰹節業の問屋が成立し、紀伊国や土佐国から鰹節を仕入れては、大坂・京都などの消費地に供給した。18世紀になると、江戸でも鰹節の消費が増え始めたため、大坂の問屋が鰹節を江戸の問屋に送り、江戸の消費に供するという流通が成立していく。
江戸時代初期から1923年の関東大震災以前まで日本橋から江戸橋にかけて魚河岸(魚市場)があり、日本橋小舟町には多くの鰹節問屋が軒を連ねていた。全国各地で生産された良質な昆布は大阪に、良質な鰹節は東京日本橋に集まっていた。
1887年（明治20年）に東京鰹節問屋組合（現・東京鰹節類卸商業協同組合）が成立。1927年（昭和2年）には、にんべんが東京鰹節問屋組合の合同入札場を寄付した。1971年6月に、日本橋小舟町に軒を連ねていた鰹節問屋および入札場が晴海に移転して鰹節センターとなる。